# Canalete
Canalete est une municipalité située dans le département de Córdoba, en Colombie.